# جان مور (کارگردان)
جان مور (انگلیسی: John Moore؛ زادهٔ ۱۹۷۰) کارگردان، تهیه‌کننده و فیلم‌نامه‌نویس اهل ایرلند است. وی از سال ۱۹۹۰ میلادی تاکنون مشغول فعالیت بوده است.

## فیلمشناسی
- طالع نحس (۲۰۰۶)
- مکس پین (۲۰۰۸)
- یک روز خوب برای جان سخت (۲۰۱۳)
- آی تی (۲۰۱۶)